# 陳奎 (弘治進士)
陳奎（1462年—1525年），字文表，江西南昌府南昌縣人，軍籍，明朝政治人物。

## 生平
弘治十一年（1498年）戊午科江西鄉試八十六名舉人，十二年（1514年）聯捷己未科會試一百二十一名，三甲第十四名進士。授廣濟縣知縣，正德元年（1506年）八月選授雲南道監察御史，奉詔核甘肅邊儲，忤劉瑾意，逮赴詔獄，五年（1510年）劉瑾敗亡後起復原官，巡按廣西，升山西按察司副使，十一年（1516年）七月升河南按察使，十四年（1519年）七月升山東右布政使，嘉靖元年（1522年）三月升廣西左布政使，十二月考察去職，四年（1525年）四月十五日卒於家。

## 家族
其先世原为江州人，後徙居江西吉水，五世祖陈天锡徙居南昌，陈天锡生子陈子隆，陈子隆生陈铭，陈铭生陈聪，浙江余姚县主簿，即陈奎之父，以子贵赠监察御史。母亲吴氏。弟陈垕、陈壁。
陈奎妻子彭氏，生一子陈冠，嘉靖二年进士，工部郎中。孙男三人：陈赐、陈贶、陈贻。